# Kullerstads distrikt
Kullerstads distrikt är ett distrikt i Norrköpings kommun och Östergötlands län. 
Distriktet ligger i väster om Norrköping. 

## Tidigare administrativ tillhörighet
Distriktet inrättades 2016 och utgör socknen Kullerstad i Norrköpings kommun.
Området motsvarar den omfattning Kullerstads församling hade vid årsskiftet 1999/2000.